# Jorge Arcas
Jorge Arcas Peña (* 8. Juli 1992 in Sabiñánigo) ist ein spanischer Radrennfahrer, der im Straßenradsport aktiv ist.

## Sportlicher Werdegang
Von 2011 bis 2015 war Jorge Arcas Mitglied im Nachwuchsteam Lizarte. Mit dem Team startete er fast ausschließlich bei Rennen des nationalen Kalenders, bei denen er wiederholt Siege und weitere Podiumsplatzierungen erzielen konnte.
Zur Saison 2016 erhielt Arcas einen Vertrag beim UCI WorldTeam Movistar, für das er bis heute (Stand 2025) fährt. In seinem Team wird er vorrangig als Helfer eingesetzt. Eigene Erfolge auf internationaler Ebene blieben ihm bisher verwehrt. Für das Movistar Team startete er bisher siebenmal bei einer Grand Tour. Seine wertvollsten Ergebnisse waren der dritte Platz auf der achten Etappe des Giro d’Italia 2022 sowie der zweite Platz im Mannschaftszeitfahren auf der ersten Etappe der Vuelta a España 2023.

## Grand-Tour-Platzierungen
| Grand Tour            | 2017 | 2018 | 2019 | 2020 | 2021 | 2022 | 2023 | 2024 | 2025 |
| --------------------- | ---- | ---- | ---- | ---- | ---- | ---- | ---- | ---- | ---- |
| Giro d’ItaliaGiro     | –    | –    | –    | –    | –    | 60   | –    | –    | –    |
| Tour de FranceTour    | –    | –    | –    | –    | 90   | –    | –    | –    | …    |
| Vuelta a EspañaVuelta | DNF  | –    | 93   | 76   | –    | –    | 87   | 112  | …    |